# Kelli Lusk
Pour les articles homonymes, voir Lusk.
Kelli Lusk, mariée Low, est une athlète américaine, née le 3 mars 1970. Spécialiste de course en montagne , elle a notamment remporté la Barr Trail Mountain Race en 2002 et 2003, années où la course était au programme des Skyrunner World Series. Elle est la femme de Paul Low.

## Résultats
| #    | masculin          | Course                                                  | Longueur | Départ          | Temps           |
| 16e  | Médaille d'or     | Barr Trail Mountain Race                                | 19 km    | 14 juillet 2002 | 1 h 54 min 08 s |
| 16e  | Médaille d'or     | Barr Trail Mountain Race                                | 19 km    | 13 juillet 2003 | 1 h 53 min 50 s |
| 2e   | Médaille d'argent | Championnats NACAC de course en montagne                | 12,2 km  | 4 juillet 2004  | 1 h 01 min 59 s |
| 116e | 7e                | Challenge mondial de course en montagne longue distance | 31 km    | 8 août 2004     | 3 h 30 min 43 s |